# Parthénogenèse deutérotoque
 (mai 2025).
Si vous disposez d'ouvrages ou d'articles de référence ou si vous connaissez des sites web de qualité traitant du thème abordé ici, merci de compléter l'article en donnant les références utiles à sa vérifiabilité et en les liant à la section « Notes et références ».
La parthénogenèse deutérotoque est un type de parthénogenèse dans lequel une femelle diploïde génère à la fois des mâles et des femelles diploïdes.

## Définitions
Chez les animaux, la parthénogénèse est dite arrhénotoque lorsqu’elle produit exclusivement des mâles, thélytoque lorsqu’elle produit des femelles et deutérotoque lorsqu’elle produit des individus des deux sexes,.
Ce mode de reproduction se rencontre notamment chez des espèces à détermination sexuelle de type ZW, comme les lépidoptères, où les femelles sont hétérogamétiques, de génotype 2A + ZW ; et les mâles sont homogamétiques, de génotype 2A + ZZ. Les femelles produisent des ovules de type A + Z ou A + W, qui, après dédoublement chromosomique, génèrent respectivement des mâles de génotype 2A + ZZ, et des superfemelles de génotype 2A + WW.
Ce type de parthénogenèse existe également chez des espèces à détermination sexuelle de type XO, comme les pucerons, dans lequel les femelles portent deux chromosomes sexuels X identiques, et les mâles un seul chromosome sexuel, de même type. Les femelles parthénogénétiques génèrent des femelles de génotype 2A + 2X et des mâles de génotype 2A + X0. Chez ces espèces, l’ovogenèse à l'origine des embryons femelles est améiotique, ne faisant intervenir qu'une mitose. Lors de l’ovogenèse à l'origine des embryons mâles, un chromosome X est perdu. Les mâles produisent des spermatozoïdes de génotype A + X, et les œufs fécondés génèrent des femelles de génotype 2A + XX.